# Asociación Francesa de Parques Zoológicos
La Asociación Francesa de los Parques Zoológicos (Association Française des Parcs Zoologiques) (AFPZ), anteriormente Association Nationale des Parcs Zoologiques (ANPZ) es la asociación profesional más antigua de zoológicos en Francia.
Se fundó en 1969, con el objetivo de ser el interlocutor con el conjunto de las administraciones relacionadas con las actividades de sus miembros, así como sus objetivos, la conservación de la naturaleza, la regulación sanitaria o del trabajo.
El nombre original de Asociación Nacional de Parques y Jardines Zoológicos privados, la AFPZ acreditaba a sus miembros mediante la entrega de un unicornio simbólico, el cual servía de certificación de calidad.
Su primer presidente fue el ornitólogo Jean Delacour.